# Bungoma (hạt)
Hạt Bungoma là một hạt thuộc tỉnh Tây ở Kenya. Theo điều tra dân số ngày 24 tháng 8 năm 1999, hạt này có dân số 876491 người. Hạt Bungoma có diện tích 2069 km². Hạt lỵ đóng tại Bungoma.